# سيرميوني
سيرميوني (بالبرشيانية: Sirmiù، وبالفينيسية: Sirmion) هي بلدة تابعة لمقاطعة بريشا في إقليم لومبارديا، شمال إيطاليا. تقع بين بلديتي ديزينزانو دل غاردا (في لومبارديا) وبيشييرا دل غاردا (في مقاطعة فيرونا ضمن إقليم فينيتو). يتميز مركزها التاريخي بموقعه على شبه جزيرة سيرميو التي تمتد داخل الجزء الجنوبي من بحيرة غاردا وتفصل بين ضفافها.

## تاريخ
تعود أول علامات وجود الإنسان في منطقة سيرميوني إلى الألفيات السادسة والخامسة قبل الميلاد، حيث كانت هناك مستوطنات مبنية على أعمدة خشبية خلال الألفيين الثالث والثاني قبل الميلاد.
ابتداءً من القرن الأول قبل الميلاد، أصبحت منطقة غاردا، بما فيها سيرميوني، مقصدًا مفضلاً للعائلات الثرية القادمة من فيرونا، التي كانت المدينة الرومانية الرئيسية في شمال شرق إيطاليا آنذاك. وقد مدح الشاعر كاتولوس جمال هذه المنطقة وذكر فيلًّا يخصه هناك.
خلال العصور الرومانية المتأخرة في القرنين الرابع والخامس الميلاديين، تحولت سيرميوني إلى موقع محصن للدفاع عن الشاطئ الجنوبي للبحيرة. واستمر وجود مستوطنة في المدينة حتى بعد غزو اللومبارد لشمال إيطاليا، حيث كانت سيرميوني في أواخر عهد مملكة اللومبارد مركزًا قضائيًا يتبع مباشرة للملك. كما أسست أنسا، زوجة الملك ديسيديريوس، ديرًا وكنيسة في المدينة.
بحلول حوالي عام 1000، كانت سيرميوني على الأرجح بلدية مستقلة، لكنها وقعت تحت حكم آل سكاليجير في أوائل القرن الثالث عشر، ويُعتقد أن ماستينو الأول ديلا سكالا هو من أسس القلعة هناك. خلال هذه الفترة، أصبحت المدينة ملاذًا للهرطقيين المعروفين بالباتارينيين. استمر الدور العسكري لسيرميوني حتى القرن السادس عشر، مع بقاء حامية في القلعة حتى القرن التاسع عشر.
كانت المدينة تحت حكم جمهورية البندقية من عام 1405 حتى عام 1797، حين استحوذت عليها الإمبراطورية الهابسبورغية، ثم أصبحت جزءًا من مملكة إيطاليا في عام 1860.

## الطبيعة والمناخ
تمتد شبه الجزيرة التي تشكل لسان سيرميوني وتتكون من ثلاث هضاب رئيسية هي: «كورتيني» و«سان بيترو» و«كاتول».
يتمتع مناخ سيرميوني بالاعتدال، كما هو الحال في منطقة بحيرة غاردا عامةً. بالقرب من المدينة تنبع ينابيع مياه ساخنة تحتوي على الكبريت والبروم واليود. الصيف في المنطقة معتدل الدفء وليس شديد الحرارة، بينما يكون الشتاء معتدلاً مع هطول قليل من الأمطار.
كانت منطقة سيرميوني الواقعة في جنوب بحيرة غاردا مغطاة سابقًا بغابات كثيفة، أما اليوم فتنتشر فيها الزراعة بشكل واسع، خصوصًا زراعة أشجار الزيتون.

## أعلام بارزون
- الشاعر جاياس فاليريوس كاتولوس (حوالي 84 – حوالي 54 قبل الميلاد)
- وصف الشاعر ألفريد تينيسون انطباعاته عن سيرميوني في صيف عام 1880 في قصيدته "Frater Ave atque Vale".
- من الأدباء الإيطاليين الذين كتبوا عن سيرميوني: جيوزو كاردوكي، أنطونيو فوجاتزارو، وجابرييلي دانونزيو.
- التقى كل من عزرا باوند وجيمس جويس في المدينة عام 1920.
- كان لدى ماريا كالاس فيلا في سيرميوني.
- عاشت الكاتبة الإنجليزية ناومي جاكوب في سيرميوني حتى وفاتها عام 1964، ويوجد في المدينة لوحة صغيرة تكرم ذكراها.
- عاشت المباركة بنديتا بيانشي بورّو في سيرميوني عندما انتقلت عائلتها إلى هناك في الأربعينيات، حيث كان والدها غويدو مسؤولًا عن قنوات المياه الساخنة. توفيت في 23 يناير 1964، ويوجد في المدينة لوحة صغيرة تذكارية لها، خاصةً وأنها تقترب من أن تصبح قديسة في الكنيسة الكاثوليكية.

## وصلات خارجية
- Sirmione Tourist Guide
- Sirmione the Lake Garda Pearl - Sirmione tourist information

مقاطعة بريشا